# Agramunt
Agramunt ist eine katalanische Gemeinde in der Provinz Lleida im Nordosten Spaniens. Sie ist Teil der Comarca Urgell.

## Geschichte
Die Stadt wurde im Jahr 1070 von Ermengol IV. von Urgel erobert. Im Jahr 1163 erhielt sie das Stadtrecht. Bis 1314 war sie Hauptstadt der Grafschaft Urgel, was ihr einige Privilegien einbrachte, wie z. B. das Recht, im Jahr 1200 die eigene Münze der Grafschaft zu prägen.
Im Jahr 1413, nach den Kämpfen, die auf den Kompromiss von Caspe folgten, ergab sich die Stadt den Truppen von Ferdinand I. von Antequera. Einige Jahre später ging die Stadt in den Besitz von Johann II. von Aragonien über, der sie 1452 als Pfand für die mit dem Grafen von Pallás eingegangenen Schulden gab. Im Jahr 1472 kehrte Agramunt zur Krone zurück. Nach den Decretos de Nueva Planta wurde es Teil des Corregimiento von Cardona.
Während des Aufstand der Schnitter wurde die Stadt zunächst von kastilischen Truppen erobert, 1644 von französischen Truppen besetzt und 1646 von den Kastiliern wieder eingenommen. Während des Spanischen Erbfolgekrieges fiel sie 1711 in die Hände der Truppen Philipps V. Von 1810 bis 1814 war sie während des spanischen Unabhängigkeitskrieges von französischen Truppen besetzt.

## Einwohnerentwicklung
| 1900 | 1930 | 1950 | 1970 | 1981 | 1991 | 2001 | 2011 | 2021 |
| ---- | ---- | ---- | ---- | ---- | ---- | ---- | ---- | ---- |
| 2453 | 2659 | 2970 | 4428 | 4562 | 4702 | 4960 | 5612 | 5464 |